# Ельч-Лясковице (станция)
Ельч-Лясковице (пол. Jelcz Laskowice) — пассажирская и грузовая железнодорожная станция в городе Ельч-Лясковице, в Нижнесилезском воеводстве Польши. Имеет 3 платформы и 5 путей.
Станция была построена в 1909 году. Она обслуживает пассажирские и товарные переезды на железнодорожной линии Ополе-Грошовице — Ельч-Лясковице — Вроцлав-Брохув.